# جينادي خزانوف
جينادي فيكتوروفيتش خازانوف (بالروسية:  Геннадий Викторович Хазанов، من مواليد 1 ديسمبر 1945) ممثل كوميدي روسي وممثل غير متفرغ، أحد معارف الرئيس الروسي فلاديمير بوتين. في مارس 2014 ، وقع خطابًا لدعم موقف بوتين من التدخل العسكري الروسي في أوكرانيا.

## روابط خارجية
- جينادي خزانوف على موقع IMDb (الإنجليزية)
- جينادي خزانوف على موقع ميوزك برينز (الإنجليزية)
- جينادي خزانوف على موقع ديسكوغز (الإنجليزية)
- جينادي خزانوف على موقع قاعدة بيانات الفيلم (الإنجليزية)
- جينادي خزانوف على موقع كينوبويسك (الروسية)